# Air Liberia
Air Liberia — национальная авиакомпания Либерии, действовавшая с 1974 по 1990 годы.
Образовалась в 1974 году после слияния Liberia National Airlines и Ducor Air Transport (DATCO).

## Инциденты
- 19 апреля 1975 года самолёт Douglas C-47 (EL-AAB) был повреждён при взлёте в Международном аэропорту Робертса[3].